# Ministère des Affaires étrangères (Pologne)
Pour les articles homonymes, voir Ministère des Affaires étrangères.
Le ministère des Affaires étrangères (en polonais : Ministerstwo Spraw Zagranicznych) est un ministère polonais qui supervise la diplomatie du pays avec ses partenaires et au sein des organisations politiques supranationales internationales et régionales telles que l'Union européenne et les Nations unies. Il est dirigé par Radosław Sikorski depuis le 13 décembre 2023.

## Historique
Le ministère des Affaires étrangères a été établi pour la première fois à l'instauration de la Deuxième République à la fin de la Première Guerre mondiale en 1918 et le premier ministre des Affaires étrangères a été Léon Wasilewski (en). Cependant, le ministère n'a commencé à s'acquitter véritablement de ses devoirs qu'après la chute du Conseil de régence, l'adoption du traité de Versailles et la montée au pouvoir de Józef Piłsudski. Le ministère était alors, jusqu'en 1939, situé dans le centre de Varsovie, avec son siège dans le palais de Brühl sur la place Piłsudski. Pendant la Seconde Guerre mondiale, le ministère a été évacué, avec le reste du gouvernement polonais, d'abord en France, puis à Londres, où il faisait partie du gouvernement polonais en exil. Au cours de cette période, le comte Edward Raczyński, qui deviendra plus tard président du gouvernement en exil, en était le ministre responsable. Après 1945, lorsque la plupart des pays ont commencé à accorder une reconnaissance diplomatique au nouveau gouvernement communiste de Varsovie, aux dépens du gouvernement en exil, les autorités de la nouvelle République populaire de Pologne ont refondé le ministère et ont nommé, comme premier ministre, Edward Osóbka-Morawski.
Depuis 1989 et la création de la Troisième République, le ministère et son personnel sont installés dans un complexe de bâtiments sur l'avenue Jana Chrystiana Szucha dans le centre de Varsovie, non loin de la chancellerie du président du Conseil des ministres.

## Affaire de corruption
Le ministère des affaires étrangères polonais est en 2023 au cœur d’une polémique après l’octroi de visas polonais à des ressortissants étrangers obtenus moyennant pots-de-vin. Les sommes versées oscillaient entre quelques centaines et quelques dizaines de milliers d’euros. Piotr Wawrzyk, vice-ministre des affaires étrangères et responsable des affaires consulaires, et Jakub Osajda chef du bureau juridique du ministère, sont tous deux licenciés.